# 노부나가의 야망 Internet
《노부나가의 야망 Internet》(일본어: 信長の野望Internet)은 1998년 10월 2일에 코에이에서 발매된 윈도우용 역사 시뮬레이션 게임으로, 노부나가의 야망 시리즈의 하나이다. 컴퓨터를 상대하는 1인 플레이도 가능하기는 하지만, 인터넷에 의한 통신 대전을 전제로 한 구조로 되어 있다.
그래픽과 사운드 면에서는 시리즈의 일곱 번째 작품 《노부나가의 야망 장성록》을 베이스로 하고, 또 발매된 것도 《장성록》과 《열풍전》의 사이지만, 통상은 본작을 여덟 번째 작품이라 하지 않고 번외편으로 여겨서, 《열풍전》이 여덟 번째 작품으로서 취급된다.

## 내용

### 개요
플레이어는 센고쿠 다이묘 중에서 1명을 선택하여, 전국통일을 목표로 한다. 이것은 시리즈에서 공통되는 부분이다.
모든 플레이어 동시 턴제가 본작의 특징이다. 이것은 넷 대전에서의 기다리는 시간이 길어지는 것을 방지하기 위한 것으로, 커맨드 선택에 제한 시간이 설정되어 있다. 화면 아래에 푸른 바가 표시되며, 그것이 없어지면 설령 입력 도중이라도 강제적으로 턴이 종료된다.
무장의 얼굴 이미지는 대부분이 《장성록》의 것을 유용하고 있지만, 일부 메이저 무장을 중심으로 새롭게 그려진 경우도 있다. 지금까지의 작품에서 채용된 것과는 이미지가 약간 달라서, 후의 작품에서도 그다지 계승되지 않았다.

### 게임의 진행
1턴은 '내정' 페이즈와 '전투' 페이즈로 구성되어 있어, 유닛의 배치는 내정 시에만, 이동은 전투 시에만 가능하다.
'내정' 페이즈에서는 커맨드를 3회 실행할 수 있다. 유닛의 배치(출진)도 1개 배치할 때마다 1회 커맨드를 실행할 필요가 있다. 유닛은 최대 5부대까지 배치할 수 있고, 복수의 무장이 있는 경우 1무장씩으로 소부대를 여럿 만드는 것도, 한꺼번에 대부대를 1유닛 만드는 것도 가능하다.
한편, '전투' 페이즈에서는 유닛을 3회까지 움직일 수 있다. 한 유닛을 3번 움직이거나, 세 유닛을 1번씩 움직여야 한다. 색적(索敵)의 개념이 있어, 범위 외에 적 유닛이 있어도 알 수 없으므로, 기습에 주의할 필요가 있다. 소유자 부재의 성과 항(港)은 유닛을 이동시키는 것만으로 점령할 수 있다. 적의 성을 공격할 때 갑자기 공격하는 것도 가능하지만, 그러면 '인기'가 내려간다. '인기'는 《열풍전》 이후에서의 '위신', '명성' 등과 유사하여, '인기'가 높으면 부대 전력도 높아진다. 외교에 의해 선전포고한 뒤 공격하면 인기는 내려가지 않는다. 인기는 조정 공작으로도 올라간다.
적 부대 및 적의 성ㆍ항 등의 시설의 공격 방법은 2종류가 있다. 하나는 자신의 부대로 직접 공격하는 방법이고, 다른 하나는 자신의 부대 2개로 적 부대 혹은 적 시설을 사이에 두고 포위하는 방법이 있다. 적 시설의 경우는 자신의 부대와, 옆에 건설된 지성으로 둘러쌀 수도 있다. 적 시설의 사기가 0이 되면 그 시설을 점령할 수 있다.
지배 하의 영토에 있는 시설에 따라서 수입 등이 올라가고, 그것을 바탕으로 전략을 전개해 나간다. 이처럼 '내정' 페이즈와 '전투' 페이즈를 번갈아가며 게임을 진행하여, 최후에 남는 플레이어가 승자가 된다.

### 서장 시스템
외교 수단으로는 외교 상대에게 서장(書状)을 보내어 교섭할 수 있다. 물론 보통의 외교를 행하는 것도 가능하지만, 거짓 서장, 결국 다른 플레이어를 속이는 서장을 보내거나, 서장을 빼앗아 내용을 고쳐 쓰거나 하여 교란을 도모하는 것도 가능하다.

### 능력치
본작에서의 무장의 능력치는 지휘, 지력의 2개로, 《장성록》에 비하여 대폭 간략화되었다. 적성은 특기에 흡수되고, 특기는 전부해서 기마, 철포, 닌자, 수군, 복병, 고무, 기습, 성공(城攻)으로 되었다(수군은 PK에서만). 다만, 숨은 능력치로, 의리(전멸 시의 도망, 다이묘 멸망 시에 사망 등의 확률에 영향)가 존재한다. 또, 혈연 무장의 관계도 존재하고, 다이묘 멸망 시에 혈연 무장이 성내에 남아 있을 경우는 사망한다. 다만, 다이묘와 혈연 무장이라도, 사실에서 모반 등으로 알려진 무장은 그 범주에 들지 않는다.

### 파워업키트
파워업키트판에서의 추가점은 다음과 같다.
- 부대 규모에 따라 세력권ㆍ이동력이 변화하는 변동 세력권 시스템이 도입되었다.
- 신 시나리오, 노부나가 포위망(信長包囲網), 결전 세키가하라(決戦関ヶ原) 등, 모두 10개의 새로운 시나리오가 추가되었다.
- 신무장 '옛날 무장(いにしえ武将)'이 추가되었다.
- 적은 인원수 대전용부터 많은 인원수 대전용까지, 새로운 맵이 추가되었다.
- 무장을 랜덤으로 배치하는 '가상 모드', 등록한 게임 사이에서 승패를 겨루는 '팀 대항전' 등이 추가되었다.
- 초기 동맹의 설정이 추가되었다.
- 인터페이스가 개선되었다.

## 현재의 상황
본작에서는 '플레이 종료까지에 시간이 걸린다', '도중에 멸망한 플레이어는 이후 게임에 일절 참가할 수 없게 된다' 등의 결점도 많다. 참가자의 시간적 형편 등으로 도중에 빠지거나, 게임 자체를 중단하는 일이 빈번하게 발생한다. 최후까지 플레이할 경우에도 남아 있는 것은 8명으로 플레이한 경우에도 2명으로, 이외의 6명은 이후 일절 게임에는 참가할 수 없다. 또 다이묘 선택에서 크게 유리함과 불리함이 결정되는 부분도 있다. 그 외에도 참가자의 매너 문제, 넷 대전 게임 공통의 접속 문제에 관해서는 본작에서도 예외가 아니다.
이런 결점을 보완하는 수단의 하나로, 플레이어 간에 독자적인 룰 등을 정한 대전도 이뤄진다.
2003년 1월 29일을 기점으로 게임 발매 당초의 로비 서버에서의 서비스는 종료되고, 'Dynasty Lobby'라고 하는 《삼국지 배틀필드》에서 사용하고 있는 서버에서의 서비스가 이뤄지고 있다. 구 서버는 무료로 사용했던 것에 반해, 현 서버는 월정액 이용료가 필요하게 되었다. 또한, 현 서버를 사용하려면 별도의 애플리케이션이 필요하지만 단품으로는 배포하고 있지 않기 때문에, 《삼국지 배틀필드》의 제품판 또는 체험판을 인스톨할 필요가 있다.